# Ship to Wreck
Ship to Wreck è un singolo del gruppo musicale britannico Florence and the Machine, il secondo estratto dal terzo album in studio How Big, How Blue, How Beautiful e pubblicato l'8 aprile 2015.

## Tracce
Testi e musiche di Florence Welch e Tom Hull.
1. Ship to Wreck – 3:54